# سودها چاندران
سودها چاندران (انگلیسی: Sudha Chandran؛ زادهٔ ۲۱ سپتامبر ۱۹۶۴) یک هنرپیشه اهل هند است. وی از سال ۱۹۸۴ میلادی تاکنون مشغول فعالیت بوده‌است.
وی بازیگر فیلم‌هایی همچون زمانی خشو هم عروس بود بوده‌است.

## فیلم‌شناسی
فهرست برخی از فیلم‌هایی که سودها چاندران در آن‌ها به ایفای نقش پرداخته‌است:
- زمانی خشو هم عروس بود
- هدف
- مرد زندگی من
- شعله و شبنم
- سانجام
- آدی باگاوان
- دهاتی‌های خوش‌شانس
- در انتظار تو